# Túc Bắc
Huyện tự trị dân tộc Mông Cổ-Túc Bắc (giản thể: 肃北蒙古族自治县; phồn thể: 蘇北蒙古族自治縣; bính âm: Sùběi Měnggǔzú Zìzhìxiàn, Hán Việt: Túc Bắc Mông Cổ tộc tự trị huyện, tiếng Mông Cổ: ᠰᠦᠪᠧᠢ ᠶᠢᠨ ᠮᠣᠩᠭᠣᠯ ᠦᠨᠳᠦᠰᠦᠲᠡᠨ ᠦ ᠥᠪᠡᠷᠲᠡᠭᠡᠨ ᠵᠠᠰᠠᠬᠤ ᠰᠢᠶᠠᠨ) là một huyện tự trị của địa cấp thị Tửu Tuyền, tỉnh Cam Túc, Trung Quốc. Huyện có diện tích lên tới 66.748 km² và dân số xấp xỉ 13.046 người (2000). Huyện lị là trấn Đảng Thành Loan (党城湾镇).

## Khí hậu
Phần lớn huyện Túc Bắc nằm trong sa mạc Gobi. Huyện đã hứng chịu những cơn bão bụi lớn được ghi nhận vào tháng 5 năm 2011 và tháng 6 năm 2016. Có sông băng ở một số nơi trong huyện.
| Dữ liệu khí hậu của Túc Bắc, độ cao 2.137 m (7.011 ft), (thường 2010–2020, kỷ lục 1981–2010) | Dữ liệu khí hậu của Túc Bắc, độ cao 2.137 m (7.011 ft), (thường 2010–2020, kỷ lục 1981–2010) | Dữ liệu khí hậu của Túc Bắc, độ cao 2.137 m (7.011 ft), (thường 2010–2020, kỷ lục 1981–2010) | Dữ liệu khí hậu của Túc Bắc, độ cao 2.137 m (7.011 ft), (thường 2010–2020, kỷ lục 1981–2010) | Dữ liệu khí hậu của Túc Bắc, độ cao 2.137 m (7.011 ft), (thường 2010–2020, kỷ lục 1981–2010) | Dữ liệu khí hậu của Túc Bắc, độ cao 2.137 m (7.011 ft), (thường 2010–2020, kỷ lục 1981–2010) | Dữ liệu khí hậu của Túc Bắc, độ cao 2.137 m (7.011 ft), (thường 2010–2020, kỷ lục 1981–2010) | Dữ liệu khí hậu của Túc Bắc, độ cao 2.137 m (7.011 ft), (thường 2010–2020, kỷ lục 1981–2010) | Dữ liệu khí hậu của Túc Bắc, độ cao 2.137 m (7.011 ft), (thường 2010–2020, kỷ lục 1981–2010) | Dữ liệu khí hậu của Túc Bắc, độ cao 2.137 m (7.011 ft), (thường 2010–2020, kỷ lục 1981–2010) | Dữ liệu khí hậu của Túc Bắc, độ cao 2.137 m (7.011 ft), (thường 2010–2020, kỷ lục 1981–2010) | Dữ liệu khí hậu của Túc Bắc, độ cao 2.137 m (7.011 ft), (thường 2010–2020, kỷ lục 1981–2010) | Dữ liệu khí hậu của Túc Bắc, độ cao 2.137 m (7.011 ft), (thường 2010–2020, kỷ lục 1981–2010) | Dữ liệu khí hậu của Túc Bắc, độ cao 2.137 m (7.011 ft), (thường 2010–2020, kỷ lục 1981–2010) |
| Tháng                                                                                        | 1                                                                                            | 2                                                                                            | 3                                                                                            | 4                                                                                            | 5                                                                                            | 6                                                                                            | 7                                                                                            | 8                                                                                            | 9                                                                                            | 10                                                                                           | 11                                                                                           | 12                                                                                           | Năm                                                                                          |
| -------------------------------------------------------------------------------------------- | -------------------------------------------------------------------------------------------- | -------------------------------------------------------------------------------------------- | -------------------------------------------------------------------------------------------- | -------------------------------------------------------------------------------------------- | -------------------------------------------------------------------------------------------- | -------------------------------------------------------------------------------------------- | -------------------------------------------------------------------------------------------- | -------------------------------------------------------------------------------------------- | -------------------------------------------------------------------------------------------- | -------------------------------------------------------------------------------------------- | -------------------------------------------------------------------------------------------- | -------------------------------------------------------------------------------------------- | -------------------------------------------------------------------------------------------- |
| Cao kỉ lục °C (°F)                                                                           | 13.6 (56.5)                                                                                  | 17.1 (62.8)                                                                                  | 21.9 (71.4)                                                                                  | 29.6 (85.3)                                                                                  | 31.7 (89.1)                                                                                  | 33.7 (92.7)                                                                                  | 36.4 (97.5)                                                                                  | 36.7 (98.1)                                                                                  | 31.4 (88.5)                                                                                  | 27.2 (81.0)                                                                                  | 19.2 (66.6)                                                                                  | 15.6 (60.1)                                                                                  | 36.7 (98.1)                                                                                  |
| Trung bình ngày tối đa °C (°F)                                                               | −0.2 (31.6)                                                                                  | 3.3 (37.9)                                                                                   | 9.7 (49.5)                                                                                   | 16.4 (61.5)                                                                                  | 20.1 (68.2)                                                                                  | 23.8 (74.8)                                                                                  | 26.5 (79.7)                                                                                  | 25.9 (78.6)                                                                                  | 21.1 (70.0)                                                                                  | 14.5 (58.1)                                                                                  | 7.2 (45.0)                                                                                   | 1.5 (34.7)                                                                                   | 14.2 (57.5)                                                                                  |
| Trung bình ngày °C (°F)                                                                      | −8.1 (17.4)                                                                                  | −4.4 (24.1)                                                                                  | 2.2 (36.0)                                                                                   | 8.8 (47.8)                                                                                   | 13.2 (55.8)                                                                                  | 17.1 (62.8)                                                                                  | 19.4 (66.9)                                                                                  | 18.7 (65.7)                                                                                  | 13.4 (56.1)                                                                                  | 6.7 (44.1)                                                                                   | −0.1 (31.8)                                                                                  | −6.5 (20.3)                                                                                  | 6.7 (44.1)                                                                                   |
| Tối thiểu trung bình ngày °C (°F)                                                            | −14.5 (5.9)                                                                                  | −11.0 (12.2)                                                                                 | −4.6 (23.7)                                                                                  | 1.4 (34.5)                                                                                   | 5.7 (42.3)                                                                                   | 10.1 (50.2)                                                                                  | 12.2 (54.0)                                                                                  | 11.5 (52.7)                                                                                  | 6.3 (43.3)                                                                                   | 0.2 (32.4)                                                                                   | −5.4 (22.3)                                                                                  | −12.6 (9.3)                                                                                  | −0.1 (31.9)                                                                                  |
| Thấp kỉ lục °C (°F)                                                                          | −22.4 (−8.3)                                                                                 | −20.5 (−4.9)                                                                                 | −23.8 (−10.8)                                                                                | −11.9 (10.6)                                                                                 | −5.7 (21.7)                                                                                  | 0.4 (32.7)                                                                                   | 7.0 (44.6)                                                                                   | 3.4 (38.1)                                                                                   | −3.6 (25.5)                                                                                  | −9.9 (14.2)                                                                                  | −18.9 (−2.0)                                                                                 | −23.1 (−9.6)                                                                                 | −23.8 (−10.8)                                                                                |
| Lượng Giáng thủy trung bình mm (inches)                                                      | 3.5 (0.14)                                                                                   | 3.6 (0.14)                                                                                   | 7.1 (0.28)                                                                                   | 8.3 (0.33)                                                                                   | 19.1 (0.75)                                                                                  | 36.2 (1.43)                                                                                  | 37.8 (1.49)                                                                                  | 26.9 (1.06)                                                                                  | 9.9 (0.39)                                                                                   | 3.6 (0.14)                                                                                   | 4.1 (0.16)                                                                                   | 4.4 (0.17)                                                                                   | 164.5 (6.48)                                                                                 |
| Số ngày giáng thủy trung bình (≥ 0.1 mm)                                                     | 3.7                                                                                          | 2.8                                                                                          | 3.1                                                                                          | 2.7                                                                                          | 4.5                                                                                          | 6.5                                                                                          | 7.5                                                                                          | 5.9                                                                                          | 2.6                                                                                          | 1.7                                                                                          | 2.4                                                                                          | 4.0                                                                                          | 47.4                                                                                         |
| Số ngày tuyết rơi trung bình                                                                 | 5.9                                                                                          | 4.4                                                                                          | 4.0                                                                                          | 2.8                                                                                          | 1.1                                                                                          | 0                                                                                            | 0                                                                                            | 0                                                                                            | 0.2                                                                                          | 1.5                                                                                          | 3.2                                                                                          | 5.5                                                                                          | 28.6                                                                                         |
| Độ ẩm tương đối trung bình (%)                                                               | 41                                                                                           | 36                                                                                           | 32                                                                                           | 28                                                                                           | 31                                                                                           | 38                                                                                           | 44                                                                                           | 40                                                                                           | 36                                                                                           | 34                                                                                           | 38                                                                                           | 41                                                                                           | 37                                                                                           |
| Số giờ nắng trung bình tháng                                                                 | 223.8                                                                                        | 219.6                                                                                        | 266.8                                                                                        | 290.0                                                                                        | 310.9                                                                                        | 294.3                                                                                        | 285.0                                                                                        | 289.8                                                                                        | 283.1                                                                                        | 276.0                                                                                        | 228.9                                                                                        | 213.7                                                                                        | 3.181,9                                                                                      |
| Phần trăm nắng có thể                                                                        | 74                                                                                           | 72                                                                                           | 71                                                                                           | 72                                                                                           | 70                                                                                           | 66                                                                                           | 63                                                                                           | 69                                                                                           | 77                                                                                           | 81                                                                                           | 77                                                                                           | 74                                                                                           | 72                                                                                           |
| Nguồn: Cục Khí tượng Trung Quốc                                                              |                                                                                              |                                                                                              |                                                                                              |                                                                                              |                                                                                              |                                                                                              |                                                                                              |                                                                                              |                                                                                              |                                                                                              |                                                                                              |                                                                                              |                                                                                              |

## Nhân khẩu
| Dân tộc | Dân số | Tỷ lệ  |
| ------- | ------ | ------ |
| Hán     | 8.566  | 65,66% |
| Mông Cổ | 4.112  | 31,52% |
| Tạng    | 209    | 1,60%  |
| Hồi     | 86     | 0,66%  |
| Thổ     | 41     | 0,31%  |
| Yugur   | 15     | 0,12%  |
| Mãn     | 7      | 0,05%  |
| Khác    | 10     | 0,08%  |

### Trấn
- Đảng Thành Loan (党城湾镇)
- Mã Tông Sơn (马鬃山镇)

### Hương
- Đảng Thành (党城乡)
- Biệt Cái (别盖乡)
- Thạch Bao Thành (石包城乡)
- Diêm Trì Loan (盐池湾乡)
- Ngư Bát Hồng (鱼儿红乡)